# C2H2S
化学式C2H2S（摩尔质量：58.1 g/mol）可以指：
- 硫杂环丙烯，CAS号：157-20-0
- 乙烯硫酮，CAS号：18282-77-4
- 巯基乙炔，CAS号：53750-02-0

|  | 这个同类索引页列出了具有相同分子式的化学物（即同分異構體）条目。 除非您是有意链接至本页，否则应将相应条目的内部链接指向正确的条目。 |